# Ars Magica
Ars Magica («Мистецтво магії») — настільна рольова гра, дія якої відбувається у світі Міфічної Європи — подібному до історичного середньовіччя, в якому народні вірування та міфологія є дійсними. Головними героями гри є маги та їхні соратники.
Для більшого поглиблення у світ гри більшість термінів передаються латиною. Зокрема, і сама назва гри.
Ars Magica розробили Джонатан Твіт і Марк Рейн-Хаґен, вперше вона була опублікована в 1987. Поточну редакцію створив співробітник Atlas Games Девід Чарт, її опубліковано 2004 року.

## Ігровий світ
Дія гри відбувається у світі, що схожий на Європу дванадцятого-тринадцятого століть, з такою ж географією та політичним станом. Але народні вірування, забобони та міфологія в ньому відповідають дійсності: зниклих дітей насправді викрадають феї, хвороби та неврожай насилають демони, янголи допомагають праведникам, а дракони — цілком реальні, але рідкісні, істоти.
Згідно з Третьою редакцією Ars Magica, все це було реальністю саме через вірування. Таке пояснення треба було прийняти, щоб пов'язати цю гру з іншою рольовою грою — Світом Пітьми. Але в інших редакція «Мистецтва магії» від такої інтерпретації відмовились.
Персонажі гравців можуть бути Магами (Magus, або Maga, залежно від статі) та Супутниками (Companions). Останні не володіють магією, але мають корисні навички (наприклад, військові). Супутники допомагають чарівникам у їхніх справах та взаємодіях зі світом, бо маги живуть окремо від інших людей.
Також, гравці створюють спільних персонажів — слуг (Grogs).
Чарівники проживають у спільнотах, що називаються Ковенанти. Це основна оселя магів. Ковенанти часто зводяться в місцях сили. Деякою мірою ковенант, а не маги, що проживають у ньому, сприймається, як головний герой гри.
Всі маги належать до Ордену Гермеса, який заснували 767 року від Різдва Христового чаклунка Тріанома та маг Бонісагус.